# Conchylia actena
Conchylia actena är en fjärilsart som beskrevs av Louis Beethoven Prout 1917. Conchylia actena ingår i släktet Conchylia och familjen mätare. Inga underarter finns listade i Catalogue of Life.